# هنري ويليس (سياسي)
هنري ويليس (بالإنجليزية: Henry Willis)‏ هو سياسي أسترالي، ولد في 6 أبريل 1860 في أستراليا، وتوفي في 23 فبراير 1950 في أستراليا. حزبياً، نشط في حزب التجارة الحرة. وقد انتخب عضو الجمعية التشريعية نيو ساوث ويلز وانتخب عضو مجلس النواب الأسترالي عن دائرة Division of Robertson ‏ (29 مارس 1901 – 13 أبريل 1910).